# カレン・エルソン
カレン・エルソン（Karen Elson、1979年1月14日 - ）は、イギリス出身のスーパーモデル,歌手。赤毛と、真っ白できめ細い陶器のような肌が特徴。

## 来歴・人物
イングランド北西部、グレーター・マンチェスターオールダムで生まれた。
16歳でモデルを志し、一時は東京で活動をしていた。17歳でフォトグラファーのスティーブン・マイゼルに見いだされ一躍トップモデルに。
1997年にスティーヴン・マイゼルが撮影したイタリア版のヴォーグの表紙にて、眉を剃り落として登場し、一躍注目を浴びた。翌年にはVH1 fashion awardsのモデル・オブ・ザ・イヤーに輝いた。以降、イヴ・サンローラン、ルイ・ヴィトン、セリーヌ、シャネル、ヴェルサーチ、ディオール、バーバリーなどのキャンペーンを務め、人気モデルの座を不動のものにした。2005年にはブリティッシュ・ファッション・アウォーズのモデル・オブ・ザ・イヤーに輝いた。
モデル業以外にも歌手として活躍し、元スマッシング・パンプキンズのジェイムズ・イハの作品に参加したり、セルジュ・ゲンズブールのトリビュートアルバムに参加したりしている。
2005年のインタビューでSK-IIのスキンケアを使用していると明かしたが、2008年にコーセーのエスプリーク・プレシャスのリニューアルと同時に2代目のCMキャラクターに就任した。
2010年には、当時の夫ジャック・ホワイトのプロデュースでアルバム『ザ・ゴースト・フー・ウォークス』を発表し、本格的な歌手デビューを果たした。

## 私生活
ザ・ホワイト・ストライプスの「ブルー・オーキッド（Blue Orchid ）」のプロモーションビデオに出演した際にジャック・ホワイトと知り合い、わずか1か月後の2005年6月1日にブラジルのマナウスで結婚。このビデオを監督したフローリア・シジスモンディによると「2人の間にエネルギーを感じた」。ザ・ホワイト・ストライプスのマネージャーのイアン・モントーンが花婿介添人、ドラマーでジャック・ホワイトの元妻のメグ・ホワイトが花嫁介添人を務めた。
2006年5月2日に長女（スカーレット・テレサ）を、2007年8月7日に長男（ヘンリー・リー）を出産し、一家はテネシー州ナッシュビルに在住していた。2011年6月、離婚が発表された。